# Novigradi-tenger
A Novigradi-tenger (horvátul: Novigradsko more) tulajdonképpen egy tengeröböl Horvátországban, az Adriai-tengerben, Dalmáciában.

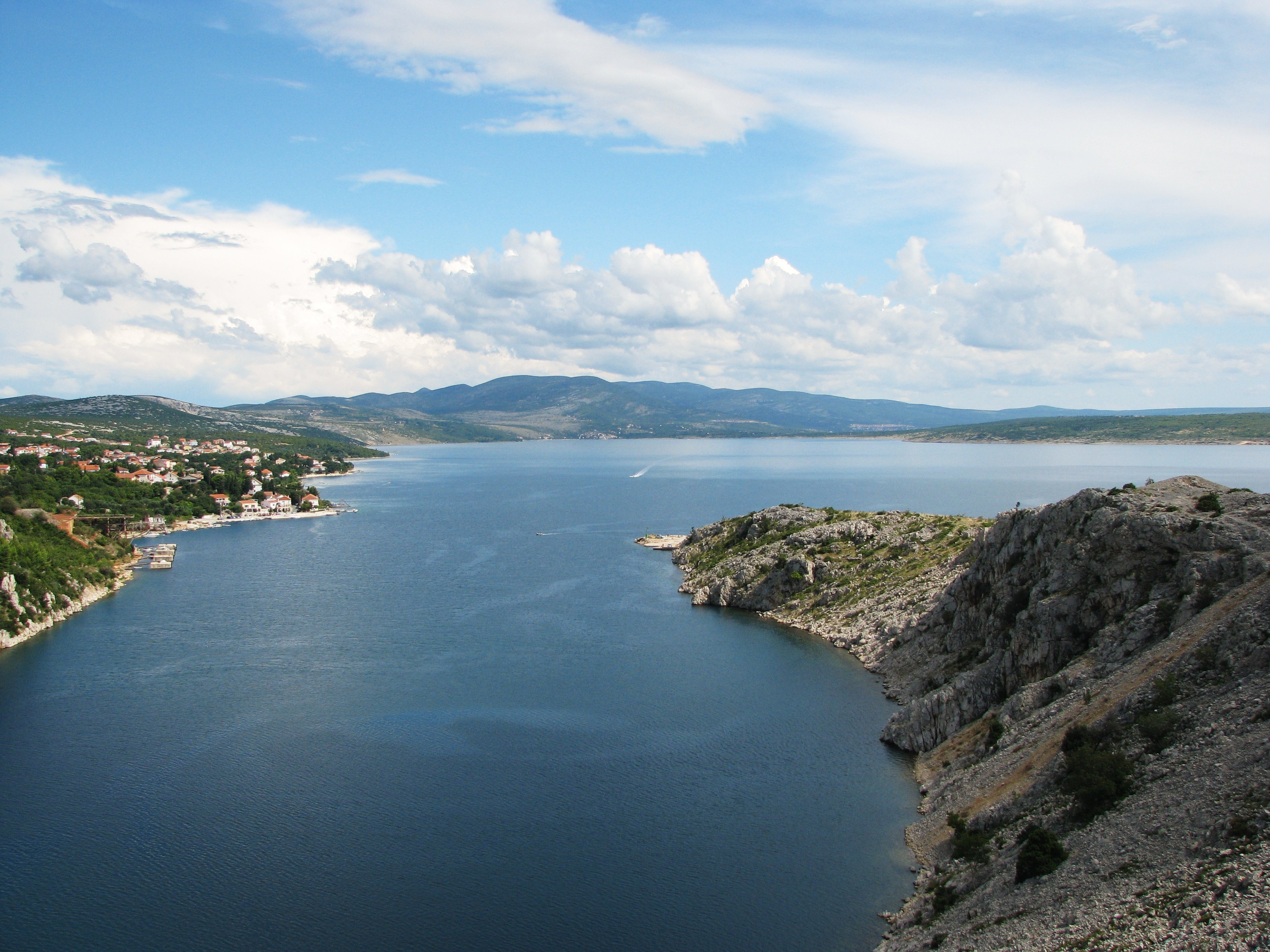
A Novigradi-tenger a Novski-szoros bejáratánál a Maslenicai hídról nézve

## Leírása
A Novigradi-tenger egy mélyen benyúló, 28,65 km² területű tengeröböl az Adriai-tenger keleti oldalán. Közigazgatásilag Posedarje, Jasenice, Novigrad és Obrovac községek osztoznak rajta. Északnyugaton a Velebit- (Podgorski- vagy Planinski-) csatornával a Novski- (vagy Maslenički-) szoros, délkeleten a Karin-tengerrel a Karin-szoros köti össze. Az öböl nyugat-kelet irányú, hosszúsága 11 km, legnagyobb szélessége pedig 4,8 km. 
A Novigradi-tenger partvonalának hossza 29,7 km. A legnagyobb, 38 m mélység közvetlenül a Novski-szoros bejáratánál található, a 30 m alatti mélységű terület csak egy kis részt foglal el a szoros előtt. A 20 m alatti mélységek az öböl területének több mint felét elfoglalják. Az öböl alja többnyire iszapos, a part mentén sziklás. Homokos az öböl alja a Zrmanja, a Bašćica és a Slapaća torkolatánál, valamint Maslenica közelében, kavicsos fenék pedig részben Telica előtt és egyes öblökben található. 
A számos öböl és öblöcske közül a legjelentősebb a Novigradska draga (a Novigradi kikötő területe), a Gornja és Donja draga (más néven Ivandići), a sekély és mocsaras öblök a Bašćica torkolatánál (Posedarje), a Maslenica-, a Zališće-, a Volarica-, a Krilo-, a Podvrta- (Jasenice), a Prdelj-, a Dumićina-, a Pomišalj- és a Kozjak- (Kruševo) öböl, valamint a Stambac, a Lilo, a Medvidak, a Prljevica, a Bilišina, a Ladina, a Banj, a Juriša, a Nazret és a Škera (Novigrad) nevű kis öblök.
A Novigradi-tengerbe ömlik a 69 km hosszú Zrmanja, amelynek vízgyűjtő területe 554 km². A Novigradi-tenger teljes térfogatához viszonyítva a Zrmanja évente átlagosan 2,3-szor több vizet hoz, átlagos vízhozama ugyanis a torkolatnál 37 m3/sec. Ezért a Zrmanja hatása rendkívül erős, döntő jelentőségű a Novigradi-tenger fizikai, kémiai, biológiai és általános földrajzi tulajdonságai szempontjából. A Zrmanja mellett a Bašćica, a Draga, a Slapac és más mellékfolyók is jelentősek és ugyancsak nagy hatással vannak a Karin-tengerből átfolyó vizek is.
Valamikor, amikor a Földön a jégkorszak (pleisztocén) uralkodott, egészen 10 000 évvel ezelőttig a Zrmanja szilárd karbonátos kőzetekbe vágta szurdokvölgyét, ahol pedig az aljzat sziklái lágyabbak voltak, alacsony sík mezőket hoztak létre. Amikor a Föld felmelegedett, a jég nagy része elolvadt, és a tengerszint körülbelül 100 m-rel megemelkedett. Így alakult ki a Zrmanja és a Karišnica hatalmas kiszélesedésénél a Velebit-csatorna, a Novigradi- és a Karin-tenger, a sutjeskai részen pedig a Novigradi-szoros.
A Novski-szoros nagyon mélyen be van vágva a karsztos mészkőbe, ezért gyakran nevezik kanyonnak. Ezt a szorost a Zrmanja hosszú ideig tartó eróziós hatása hozta létre abban az időszakban, amikor körülbelül 40 000 évvel ezelőtt a folyó nyugat felé fordult (mielőtt a Krka felé folyt volna), és amikor sokkal nagyobb sodrása volt, tengerpartja pedig jóval távolabb volt, mint ma. Az utolsó jégkorszak vége után a pólusoknál és a magas hegyeknél olvadó jég miatt a tengerszint emelkedése nemcsak ezt a szurdokot, hanem az egész Velebit-csatornát és az Észak-Adriát is lesüllyesztette. A szurdok lejtői helyenként elérik a 60 °-ot, és nem ritka, hogy egyes szakaszok szinte teljesen függőlegesek. Az öbölben a tenger hőmérsékletének ingadozása a téli hideg víz beáramlásának és a nyári erős felmelegedésnek köszönhetően jelentős, 5 méteres mélységben eléri a 22 °C-ot. Erős téli hideg esetén a tenger felszíne akár teljesen befagyhat.
A Novigradi-tenger sótartalma alacsonyabb, mint a nyílt Adriai-tengeré, de a mélységgel növekszik, mert az édes és könnyebb víz a felszínhez közelebb áramlik. A felszínen a sótartalom 1,46 ‰ és 35,77 ‰ közötti, míg a mélyebb rétegekben 35 ‰ és 38 ‰ között változik. A különféle ásványi sók (szilikátok) nagyobb mennyisége miatt az átlátszóság általában nem nagyobb, mint 5 m.
A Novigradi-tenger értékes táplálékforrás is, ahol a kagylók növekedésének és a halak életfenntartásának természetes előfeltételei biztosítottak. Ennek ellenére a mesterséges haltenyésztés egyelőre nem hozott nagyobb eredményeket, mert nyilvánvalóan nem vettek figyelembe minden olyan természeti és társadalmi tényezőt, amely befolyásolhatja a tengeri élet összetett egyensúlyát. Erre nagyon negatívan hat az Obrovac közelében található volt alumíniumoxid gyár, a modern motorcsónakok és hajók zaja, szennyvíz, a part menti építkezés túlzásba vitele, valamint a közvetlenül a partközelben lévő autópályák és utak is.

## Fordítás
Ez a szócikk részben vagy egészben  a   Novigradsko more című horvát Wikipédia-szócikk ezen változatának fordításán alapul.  Az eredeti cikk szerkesztőit annak laptörténete sorolja fel. Ez a jelzés csupán a megfogalmazás eredetét és a szerzői jogokat jelzi, nem szolgál a cikkben szereplő információk forrásmegjelöléseként.